# Beato Renano
Beato Renano, forma italianizzata del nome latinizzato Beatus Rhenanus, anagraficamente Beat Bild (Sélestat, 22 agosto 1485 – Strasburgo, 20 luglio 1547), fu un umanista, scrittore ed editore, oltre che avvocato, tedesco.
Il padre, Antonio Bild, era un macellaio relativamente agiato ma con scarsa istruzione. Originario di Rhinau (da cui il soprannome di Rhinower, che il figlio latinizzerà in Rhenanus), si trasferì a Sélestat, del quale divenne cittadino e poi uno dei borgomastri.

## Biografia
Il giovane Beat Bild compì i suoi studi presso l'École Latine di Sélestat, nota per il suo alto livello, con maestri famosi come Crato Hofmann e Hieronymus Gebwiler. Diventatone prefetto, dopo tre anni si trasferì a Parigi (1503), ove ebbe fra gli altri insegnanti Charles de Bovelles. A Parigi ottenne il baccalaureato e lavorò in seguito come correttore presso l'editore Henri Estienne, continuando i suoi studi all'Università ed ottenendone la licenza nel 1507.
Nello stesso anno tornò a Sélestat per poi installarsi a Strasburgo, ove divenne correttore per l'editore Mathias Schurer, facendo conoscenza con i grandi umanisti alsaziani quali Jacques Wimpfeling, Geiler de Kaysersberg, Sebastian Brandt. Dal settembre 1508 esordì come scrittore redigendo la prefazione delle Lettres proverbiales et morales del suo maestro parigino Faustus Andrelinus, finché nel 1509 diede alle stampe gli Adages d'Érasme e l'anno successivo La Vie de Geiler (La vita di Geiler di Kaysersberg), il grande predicatore dell'epoca che sarebbe morto di lì a poco.
Nel 1511 si trasferì a Basilea, ove seguì corsi di greco ed iniziò presto a far stampare dall'editore Johann Froben autori greci quali Gregorio Nazianzeno (1512), Georges de Trapézonte (1513) e poi i latini Plinio il Giovane e Svetonio (1514), Seneca (1515), Velleio Patercolo (1516).
Nel 1513 fece la conoscenza di Erasmo da Rotterdam, che esercitò su di lui una profonda influenza e del quale diventò amico fedele. Di Erasmo pubblicò Scarabeo e successivamente una serie di autori greci, latini o contemporanei, da Omero e Massimo di Tiro e Tacito, Tommaso Moro e Lutero. Divenne così un ardente propagandista delle idee di quest'ultimo e si legò a Zwinglio, del quale condivise il desiderio di riforma.
Lasciata Basilea a causa della peste nell'agosto del 1519, vi tornò un anno dopo e pubblicò  panegirici antichi e lo storico latino Velleio Patercolo, poi, nel 1521, Erasmo e Tertulliano. Cacciato da Sélestat nel 1523 a causa di disordini politici, pubblicò a Basilea le sue Storie ecclesiastiche. Fu allora che venne onorato dalle «Lettere di nobiltà». Nel 1524, all'età di 39 anni, intervenne efficacemente nella vita politica della sua città natale, Sélestat, quando vi fu il complotto di Schutz de Traubach. Durante la guerra dei contadini tedeschi (1525) egli riprese i suoi studi ed il lavoro sulla sua futura edizione di Plinio il Vecchio. È alla fine del medesimo anno che ruppe con Bucer e i Riformati.
Nel 1526 pubblicò l'Historia naturalis di Plinio il Vecchio e nel 1528 una Storia ecclesiastica. Poi, dopo una seconda edizione di Plinio il Vecchio, essendosi esaurita la prima per il successo, si recò in visita, nella città tedesca di Augusta a Konrad Peutinger ed assistette ad una seduta della Dieta di Augusta, al momento in cui vi viene elaborata la Confessione augustana, professione di fede dei luterani.
Nel 1531 vede la luce la pubblicazione della sua Storia della Germania, Rerum Germanicarum Libri III, ed un'edizione della Storia dei Goti di Procopio di Cesarea, mentre nel 1533 pubblicò le opere di Tacito e, nel 1535, quelle di Tito Livio.
La morte d'Erasmo, avvenuta nel 1536, lo condusse a pubblicare una  Vita d'Erasmo e due cataloghi delle sue opere. Poi, nel 1537, pubblicò una seconda edizione di Tito Livio e nel 1539 una terza, pubblicando, nello stesso tempo, una terza edizione di Tertulliano ed una quarta delle sue Storie ecclesiastiche (Quest'ultima verrà poi ancora pubblicata, per la quinta volta, nel  1541 e per la sesta nel 1544, mentre quella di Tertulliano per la quarta nel 1543).
La sua salute vacillò nel 1546 ed egli volle curarsi alle terme di Bad Wildbad ma troppo ammalato, ritornò a casa sua. Nel ritorno si fermò a Strasburgo, ove morì circondato da pastori protestanti. Fu seppellito a Sélestat, secondo la sua volontà, nella chiesa cattolica della sua parrocchia.
La sua Storia della Germania verrà ancora stampata nel 1551, accompagnata da una sua biografia di Jean Sturm e la sua ultima opera, Le province illiriche, nel 1552.
Egli lasciò la sua ricca biblioteca in eredità alla città natale ed oggi essa è custodita presso la Biblioteca Umanistica di Sélestat. Nel 2011 essa è stata inserita dall'UNESCO nell'Elenco delle memorie del mondo.